# Mondosonoro
Mondosonoro (coloquialmente La Mondo) es una revista musical independiente y gratuita fundada en octubre de 1994 en Barcelona por la editorial Sister Sonic, que se constituyó para comenzar a distribuir la publicación.
A principio de 2016 la revista cuenta con una plantilla de 25 personas (y varios colaboradores) repartida en 8 redacciones. Ello permite que en cada número existan ediciones locales dependiendo de la zona de difusión. La edición de papel, con 125.000 ejemplares, tiene periodicidad mensual y se distribuye en 13 comunidades autónomas españolas: Madrid, Cataluña, País Vasco, Navarra, Andalucía, Comunidad Valenciana, Aragón, Galicia, Castilla y León, Baleares, Murcia, Asturias y Cantabria. Su distribución prioritaria se centra en salas de conciertos, tiendas y locales de ensayo. En 2016 su coordinador general es Sergio Marqués y su jefe de redacción es Joan S. Luna.

## Trayectoria
La revista nació con el objeto de servir de altavoz para aquellos grupos y colectivos artísticos que no gozaban de repercusión en los grandes medios convencionales de comunicación. Desde entonces sus contenidos se centran en la actualidad musical y artística independiente. Sus principales secciones son: noticias de actualidad nacional e internacional, entrevistas y reportajes, críticas (de discos, libros, cómics y libros), elaboración de listas de discos y vídeos, agenda y festivales.
Dispone de una edición digital desde 1997 -Mondosonoro.com- concebida como una prolongación de la edición en papel y con el mismo objeto de dar a conocer las distintas bandas nacionales e internacionales que operan en los circuitos independientes. Además está presente en redes sociales como Facebook, Twitter o Google+.
Desde poco después de su fundación, la revista organiza con periodicidad anual en el mes de febrero a lo largo de varias ciudades de la geografía española una serie de conciertos conocidos como Fiestas demoscópicas, en las que ofrecen la posibilidad a varios grupos nóveles sin discos publicados de darse a conocer en directo.
El mes de mayo edita una guía anual de festivales de música llamada Especial Festivales que recoge más de 250 festivales de España principalmente, pero también de Europa. En ella informan del contenido que ofrece cada festival (fecha, precio, cartel, atractivos, recomendaciones, web…) para poder planificar unas vacaciones de festival.
El 10 de octubre de 2014 la revista celebró sus primeros 20 años de existencia con un concierto múltiple en la Sala Razzmatazz de Barcelona a cargo de los grupos Sidonie, Love of Lesbian, Dorian y Standstill.